# Mehmet Ilhami Sezen
Mehmet Ilhami Sezen (* 11. März 1934 in Istanbul) ist ein deutsch-türkischer Künstler und Autor.
Durch eine Fehlbehandlung nach einer Gehirnhautentzündung im Alter von 16 Jahren gehörlos geworden, lernte er den Beruf des Maschinenanstreichers. Neben dieser Arbeit später auch Beschäftigung im Bereich Modedesign. Ab 1961 als Gastarbeiter in Deutschland (München). Hier Tätigkeiten als Schienenleger, Bauhelfer, Kraftfahrer, Dolmetscher, Möbeltischler, nach einer Fortbildung Annahmestellenleiter und Übersetzer bei einem Lohnsteuerverein, von 1982 bis 1985 Senatsangestellter.
Künstlerisch tritt Sezen erst vermehrt in Erscheinung, nachdem er 1989 durch eine Hüft- und Wirbelsäulenschädigung arbeitsunfähig geworden ist. Seine Betätigungsfelder sind u. a. Ölmalerei, Aquarell, Radierung, Akt, Porträt und Fotografie. Erste Ausstellungen um 1990. 1992 wurde dem Künstler der Lucas-Cranach-Preis verliehen, 1994 erhielt er noch den Frankenthaler Presse-Preis. Das Europäische Künstlerlexikon würdigte Sezens Arbeit.
Sezens 2008 bei der Frankfurter Verlagsgruppe erschienenes Buch Ankunft in der neuen Heimat beschäftigt sich mit seinen Erfahrungen als gehörloser Gastarbeiter in Deutschland. Als Autor erstellte er auch Beiträge für Das Zeichen und Lesen statt Hören.

## Werke
- Ankunft in der neuen Heimat. Vor 44 Jahren. Frankfurter Literaturverlag (Reihe „Weimarer Schiller-Presse“) 2008, ISBN 978-3-8372-0110-9.